# Livorno
Livorno je lučki grad u Ligurskom moru na zapadu Toskane, Italija, sjedište je provincije Livorno. On je treća najveća luka u zapadnoj Italiji, sa 170 000 žitelja (popis iz 2007.) u užem gradskom središtu. Žitelji se zovu Labronci.[nedostaje izvor]

## Povijest
Pored današnje luke Livorno je postojala je već za rimskih vremena ratna luka imenom (Liburna, Liorna, Livorna), nazvana tako vjerojatno po tipu ratnog broda iz tih vremena Liburna (mala rimska galija).
Livorno se prvi put spominje u pisanim izvorima 1017. god.  kao malo ribarsko naselje koje pripada Pisi.
1405. godine francuski kralj prodao je Pisu Firentincima, ali je Livorno zadržao, no potom ga prodao za 26 000 dukata đenovežanima (1407.), a oni su 1421. preprodali Livorno Firenci.
Firenci je Livorno bio važan zbog pristupa moru, te su odmah započeli s proširenjem luke. Između 1518. i 1534. godine otpočeli su veliki radovi,  po naredbi kardinala (kasnijeg pape) Giulia de Medicia i nacrtima arhitekta Antonia da Sangalla s izgradnjom dokova  Darsena Vecchia i utvrde Fortezza Vecchia.
No i pored toga Livorno je ostao beznačajno naselje od svega 749 stanovnika (1551.) Obala Livorna do Maremme u to vrijeme bila je malarična močvara i vrlo negostoljubiv kraj za življenje. Na rad u Livorno slali su zatvorenike. 
Za vladavine firentinskih velikih vojvoda Cosimo I. i Francesca I. odlučeno je 1571. da se Livorno podigne kao idealni grad.  Zadatak da to realiziraju dobili su poznati arhitekti tog vremena; Buontalenti Bernardo i Alessandro Pieroni. Oni su projektirali pravilan šesterokutni grad s ulicama pod pravim kutom, okruženog zidinama i vodenim kanalima.
Okolne močvare su isušene a između Pise i Livorna izgrađen je plovni kanal. Radi zaštite obale i grada protiv iznenadnih napada sjevernoafričkih gusara, osnovana je specijalna vojna postrojba Red Stjepana, a njezina flota, stacionirana je u Livornu.
Još davne 1580. veliki vojvoda Toskane, Ferdinando I. de' Medici objavio je da je Livorno slobodna luka porto Franco, što je i onda značilo da se trgovačka roba oslobađa svih poreza. Livornski zakoni  Leggi Livornine vladali su između 1590. do 1603. godine, ovi zakoni pomogli su rastu grada. U grad su došli i tu stali živjeti brojni trgovci iz dalekih zemalja, koje je u Livorno privukla ne samo sloboda trgovanja, već i vjerska sloboda, i kozmopolitizam grada. Tako su se naselili brojni Armenci, Nijemci, Nizozemci, Englezi, Grci, sirijski maroniti, valdenzi, židovi. Za razliku od drugih gradova sefardski židovi (iz Španjolske i Portugala) nisu morali živjeti u getu.
19. ožujka 1606. Veliki vojvoda Toskane Ferdinando I. de' Medici, proglasio je Livorno gradom.
U prvom englesko-nizozemskom ratu (1652.) u Livornu se usidrila eskadra engleskih brodova, koje su blokirali nizozemski brodovi. U pomorskim bitkama kod Elbe (rujan 1652.) i Livorna (ožujak 1653.), Nizozemci su porazili Engleze.
Livorno je proglašen slobodnom lukom 1675., tako da je grad živio oko 200 godina u ekonomskom procvatu. U to doba Livorno je postao najvažniji trgovinski punkt Sredozemnog mora. Osim trgovine, koja se posebno razvila sa zemljama na Levanta i Magreba u gradu je procvjetalo i zanatstvo.
Posebno se razvilo zlatarstvo i obrada koralja. Grad se proširio izvan zidina prvobitne utvrde, naročito prema jugu. Zahvaljujući klimi tolerancije koja je njegovana u gradu, Livorno je postao i centar izdavaštva, tako da je u Livornu izdano djelo Cesare Beccaria - Dei delitti e delle pene (objavljeno je anonimno 1764.), a 1770. izdan je prvi volumen Talijanske Enciklopedije.
Za vrijeme napoleonskih ratova, trgovina s Engleskom bila je zabranjena, i gospodarstvo Livorna je jako nazadovalo. Nakon što je Livorno postao dio nove Kraljevine Italije 1868., izgubio je status slobodne luke a time je i važnost grada opala.
Godine 1921. u Livornu je osnovana Komunistička partija Italije. Za Drugog svjetskog rata, grad je teško bombardiran od strane Ratnog zrakoplovstva SAD, razaranja su bila velika, tako da štete do danas nisu u potpunosti sanirane. 1950-ih je grad doživio obnovu.

## Gospodarstvo
Livorno ima dugu tradiciju u brodogradnji, tako je brodogradilište Cantiere Navale Orlando osnovano još 1865. Danas tvrtka Benetti u tom brodogradilištu gradi mega-jahte. U sjevernom dijelu grada nalazi se velika rafinerija nafte talijanske ENI grupe. Razvijena je i metalna industrija (auto dijelovi).
U Livornu je smještena Mornarička akademija talijanske ratne mornarice (Accademia Navale) koju je ustanovio Benedetto Brin 1881. Simbol ove Akademije je školski brod jedrenjak Amerigo Vespucci.
Liker Tuaca je proizvod grada Livorna.

## Šport
Livorno je dom nogometnog kluba talijanske Serie A, AS Livorno Calcio. Klub igra utakmice na stadionu Armando Picchi, izgrađenom 1933. Ostali popularni sportovi su košarka, bejzol.

## Politika
Livorno je poznat kao kolijevka talijanskog komunizma. U njemu je 1921. osnovna Komunistička partija Italije. Iako tradicionalno uporište stranaka lijevice, danas tradicionalna komunistička ljevica loše prolazi na izborima, a njezinu ulogu preuzimaju snage lijevog centra. Gradonačelnik Livorno je od 2004. Alessandro Cosimi iz stranke Democratici di Sinistra. Na parlamentarnim izborima u 2008. Partito Democratico, Waltera Veltronija dobila je u Livornu 55% glasova, a za razliku od njega Popolo della Libertà, Silvia Berlusconija svega 24,4 %. Tradicionalna lijevica (komunisti) izašli su na izbore u koaliciji La Sinistra - L'Arcobaleno te dobili svega 5,5 %, ovo je najlošiji povijesni izborni rezultat, još 2006. na parlamentarnim izborima dobili su 18,6%.

## Gradovi prijatelji
- Bat Yam, Izrael
- Cerignola, Italija
- Guadalajara, Španjolska
- Haiphong, Vijetnam
- Novorosijsk, Rusija

## Poznati građani
- Carlo Azeglio Ciampi (rođen 1920.), bivši Predsjednik Republike Italije
- Giovanni Fattori (1825. – 1908.),slikar
- Voltolino Fontani (1920. – 1976.), slikar
- Pietro Mascagni (1863. – 1945.), operni skladatelj
- Amedeo Modigliani (1884. – 1920.), slikar i kipar

## Spomenici i znamenitosti
- Katedrala San Francesco di Assisi - smještena je u samom centru starog grada, na Piazza Grande. Nju su izgradili od 1594. – 1606. Bernardo Buontalenti i Alessandro Pieroni, a proširena je u XVIII st. Nakon razaranja u drugom svjetskom ratu temeljito je obnovljena po prvobitnim planovima.
- Crkva San Giovanni Battista - iz 1624. od Gianfrancesa Cantagalline, podignuta na mjestu starije crve iz XIII stoljeća.
- Crkva Santa Caterina - dominikanska crkva u gradskoj četvrti Venezia Nuova, osmerokutne osnove iz 1720. Stropnu Marijinu krunidbu naslikao je Giorgio Vasari.
- Utvrda - Fortezza Vecchia - gradina kod stare Medicejske luke (1521. – 1534.) - U samom centru nalazi se utvrda Mastio di Matilde koja je podignuta još oko 1077. godine kao Cilindrična kula stražara za vrijeme Matilde di Canossa na ostacima zgrade iz rimskog doba. U XIV st. oko kule je izgrađen bastion - Quadratura dei Pisani. Današnja peterokutna građevina podignuta je 1534. godine (arhitekt: Antonio da Sangallo Mlađi). Teško je oštećena za vrijeme bombardiranja 1943., a danas je obnovljena. U njoj se održavaju kulturne priredbe i koncerti.

## Vanjske poveznice
|  | Zajednički poslužitelj ima još gradiva o temi Livorno |

- Službene stranice (tal.)
- Stranice luke Livorno
- Fotokarta Livorna  Arhivirana inačica izvorne stranice od 9. lipnja 2013. (Wayback Machine) (engl.)